# Harry Crews
Harry Crews (7. června 1935 – 28. března 2012) byl americký spisovatel, pocházející z jihu Spojených států, kam zasadil děj většiny svých děl.
Narodil se v georgijském okresu Bacon. Po dokončení střední školy nastoupil k Námořní pěchotě v době korejské války. Následně začal díky zákonu G.I. Bill studovat na Floridské univerzitě, kde jej vyučoval mj. spisovatel Andrew Nelson Lytle. Později sám začal učit angličtinu, počínaje rokem 1968 na Floridské univerzitě. Sám uvedl, že nebýt námořní pěchoty, nikdy by se nestal univerzitním profesorem, ale skončil by ve vězení. Svou první povídku vydal v roce 1963, první román – The Gospel Singer – byl vydán v roce 1968. Následně vydal v rychlém sledu sedm dalších románů, nejlepšího přijetí se dočkal A Feast of Snakes (1976). Další romány začal vydávat až koncem 80. let. Za jedno z jeho nejlepších děl je rovněž považována autobiografická kniha A Childhood: The Biography of a Place (1978). Rovněž napsal původní scénář k filmu The New Kids (1985), kvůli nespokojenosti s výsledným filmem však nebyl uveden v titulcích.
V češtině vyšel jeho krátký román Auťák (Car, 1972; č. 2007), v němž se jedna z postav rozhodne na veřejnosti sníst automobil. V roce 1991 ztvárnil malou roli ve filmu The Indian Runner režiséra Seana Penna. Svůj název si podle Crewse zvolila hudební skupina Harry Crews, v níž hrály mj. Lydia Lunch a Kim Gordon.
Zemřel v Gainesville na Floridě na komplikace spojené s neuropatií.